# Clomipramina

A clomipramina é um antidepressivo tricíclico (ADT). Foi desenvolvido nos anos 1960 pelo laboratório suíço Geigy (agora Novartis). Está na Lista de Medicamentos Essenciais da OMS.
A clomipramina é um dos antidepressivos tricíclicos menos tóxicos para o coração.
Trata-se de um fármaco que inibe a recaptação de norepinefrina (noradrenalina) e de serotonina (5-hidroxitriptamina ou 5-HT) pelos neurônios pré-ganglionares (a inibição da recaptação de serotonina é o componente de maior relevância para a ação farmacológica).
Também tem propriedades inibitórias sobre os receptores adrenérgicos do tipo alfa-1, anticolinérgicas (antagonista de acetilcolina) e anti-histamínicas. Após a administração repetida de 50 a 150 mg diários de clomipramina por via intravenosa ou intramuscular, as concentrações plasmáticas correspondentes ao período de estado são alcançadas na segunda semana de tratamento e variam para a droga inalterada e para a desmetilclomipramina (metabólito ativo do fármaco). Excreta-se pela urina na forma de conjugados hidrossolúveis e aproximadamente um terço com as fezes. Sua meia-vida é de 12 a 36 horas e fixa-se às proteínas em 96%. Possui um efeito antimuscarínico e sedativo moderado.

## Indicacões
Tem como indicações os estados depressivos de etiologia diversa: depressão (isolada ou associada a esquizofrenia), distúrbios de personalidade, síndromes depressivas senis ou pré-senis, ejaculação precoce, distimias depressivas de natureza reativa, neurótica ou psicótica, síndromes obsessivo-compulsivas, fobias e ataques de pânico, estados dolorosos crônicos, enurese noturna (a partir dos 5 anos e prévia exclusão de causas orgânicas). Incontinência urinária do paciente idoso.
No combate à depressão, seu efeito é muito similar aos medicamentos do grupo imipramina, amitriptilina e nortriptilina.

## Eficácia
Em uma meta-análise de vários estudos envolvendo a fluoxetina (Prozac), fluvoxamina (Luvox) e sertralina (Zoloft) para testar as suas eficácias relativas no tratamento do transtorno obsessivo-compulsivo (TOC), concluiu-se que a clomipramina era o medicamento mais eficaz.

## Marca
Anafranil.

## Interações medicamentosas da clomipramina
Pode reduzir ou anular o efeito anti-hipertensivo de clonidina, guanetidina, betanidina, reserpina e metildopa. Pode incrementar consideravelmente o efeito cardiovascular dos simpaticomiméticos (epinefrina, norepinefrina e anfetamina), originando arritmias, taquicardia ou hipertensão. Administrado em associação com anticolinérgicos ou neurolépticos com efeito anticolinérgico, podem ocorrer estados de hiperexcitação ou delírio, como ataques de glaucoma. Também não deverá ser empregado em combinação com antiarrítmicos do tipo da quinidina. Deve-se reduzir a dose de clomipramina quando administrada juntamente com estrogênios, pois os hormônios esteroides inibem o metabolismo destas substâncias, dando origem a toxicidade, mascarando os efeitos terapêuticos e piorando a depressão. O uso simultâneo com cimetidina inibe o metabolismo da clomipramina e aumenta a concentração plasmática, dando origem à toxicidade; pode ser necessária uma redução da dose do antidepressivo.

## Propriedades
Farmacocinética: Completamente absorvido do trato gastrintestinal e extensamente desmetilada pelo metabolismo de primeira passagem. A biodisponibilidade sistêmica inalterada é reduzida a cerca de 50% pelo metabolismo hepático de primeira passagem para desmetilclomipramina. A biodisponibilidade não é significativamente afetada pela ingestão de alimentos. Apenas o início da absorção, pode ser ligeiramente retardado e, portanto o tempo para pico prolongado.
Distribuição: 97,6% da clomipramina se ligam à proteínas plasmáticas. A clomipramina passa para o leite materno em concentrações semelhantes às do plasma.
Biotransformação: A maior rota de biotransformação da clomipramina é a desmetilação para desmetilclomipramina. Adicionalmente, a clomipramina e a desmetilclomipramina são hidroxiladas para 8-hidroxi-clomipramina e 8-hidróxi-desmetilclomipramina, mas pouco se conhece a respeito de sua atividade in vivo.
Eliminação: A clomipramina administrada por via oral é eliminada do sangue com uma meia-vida média de 21h (de 13 a 36 h), e a desmetilclomipramina com uma meia-vida média de 36 h. Cerca de dois terços de uma dose única de clomipramina são excretados na urina, sob a forma de conjugados solúveis em água, e aproximadamente um terço nas fezes. A quantidade de clomipramina inalterada e de desmetilclomipramina excretada na urina é de cerca de 2% e 0,5% da dose administrada, respectivamente.
Farmacocinética: Num estudo de proporcionalidade envolvendo múltiplas doses de clomipramina - concentração plasmática de equilíbrio (Css), a área sob a curva de concentração plasmática (AUC) e maior atividade metabólica do principal metabólito da clomipramina, desmetilclomipramina – a farmacocinética não se mostrou proporcional durante os intervalos avaliados. Exemplo: entre 25 e 100 mg/dia e entre 25 e 150 mg/dia apesar de que a Css e a AUC foram aproximadamente linear quando relacionadas a dose entre 100 e 150 mg/dia.A relação entre dose e a razão entre as concentrações clomipramina/desmetilclomipramina não tem sido sistematicamente avaliadas. Porém, se existe uma dose/dependência significante em doses acima de 150 mg/dia, existe um potencial para um aumento dramático da Css e da AUC mesmo para pacientes que receberam doses dentro da faixa. Isso pode representar um risco potencial em alguns pacientes.

## Segurança
De acordo com os dados experimentais disponíveis, a clomipramina não possui efeitos mutagênicos, carcinogênicos ou teratogênicos.

## Mecanismo de ação
A clomipramina é um inibidor da recaptação de serotonina e norepinefrina, ou um inibidor da recaptação da serotonina-norepinefrina (SNRI);  isto é, bloqueia a recaptação desses neurotransmissores de volta aos neurônios , impedindo-os de interagir com seus transportadores, aumentando assim suas concentrações extracelulares na fenda sináptica e resultando em maior neurotransmissão serotonérgica e noradrenérgica .  
Além disso, a clomipramina também possui atividades antiadrenérgicas, anti-histamínicas, antiserotonérgicas, antidopaminérgicas e anticolinérgicas .  É especificamente um antagonista do receptor a1-adrenérgico , o receptor H1 de histamina, os receptores de serotonina 5-HT2A, 5-HT2C , 5-HT3, 5-HT6 e 5-HT7 , dopamina D 1 , D 2 e D 3 , e os receptores muscarínicos de acetilcolina ( M 1 - M 5 ).   Como outros ADTs, a clomipramina bloqueia fraco os canais de sódio dependentes da tensão também.
Embora a clomipramina mostre preferência de 100 a 200 vezes em afinidade para o transportador da serotonina (TSER) sobre o transportador da noradrenalina (TNOR), seu principal metabolito ativo, a desmetilclomipramina (norclomipramina), se liga à TNOR com uma afinidade muito alta (K i = 0,32 nM) e com afinidade dramaticamente reduzida para o TSER (K i = 31,6 nM).   Além disso, a desmetilclomipramina circula em concentrações que são aproximadamente o dobro das da clomipramina. De acordo, a ocupação do TSER e da TNOR foi demonstrada com a administração de clomipramina em estudos de tomografia por emissão de positrons com humanos e primatas não humanos. Como tal, a clomipramina é, de fato, um IRSN bastante equilibrado e não apenas um inibidor da recaptação da serotonina (IRS).
Os efeitos antidepressivos da clomipramina são pensados para serem devidos à inibição da recaptação de serotonina e norepinefrina  enquanto a inibição da recaptação da serotonina só é considerada responsável pela eficácia da clomipramina no tratamento do transtorno obsessivo-compulsivo.  Por outro lado, pensa-se que o antagonismo dos receptores H1 , α1-adrenérgico e muscarínico de acetilcolina contribui para seus efeitos colaterais. O bloqueio do receptor H 1 é especificamente responsável pelos efeitos anti-histamínicos da clomipramina e efeitos colaterais como sedação e sonolência. O antagonismo do receptor a1-adrenérgico é pensado para causar hipotensão ortostática e tonturas. A inibição dos receptores de acetilcolina muscarínica é responsável pelos efeitos colaterais anticolinérgicos da clomipramina, como boca seca, constipação, retenção urinária, visão turva e comprometimento cognitivo / de memória .  
Em superdose, acredita-se que o bloqueio de canais de sódio no cérebro cause coma e convulsões associadas a ADTs, enquanto o bloqueio de canais de sódio no coração é considerado causar arritmias cardíacas, parada cardíaca e morte. Por outro lado, também se pensa que o bloqueio do canal de sódio contribui para os efeitos analgésicos dos ADTs, por exemplo, no tratamento da dor neuropática.
A inibição excepcionalmente forte da recaptação de serotonina da clomipramina provavelmente impede a possibilidade de seu antagonismo dos receptores de serotonina (que se liga a uma afinidade mais do que 100 vezes menor do que o TSER), resultando em uma diminuição líquida na sinalização por esses receptores. De acordo, enquanto os antagonistas dos receptores de serotonina como ciproheptadina e clorpromazina são eficazes como antídotos contra a síndrome da serotonina, a clomipramina é, no entanto, capaz de induzir essa síndrome.  Na verdade, embora todos os ADTs sejam IRS e antagonistas dos receptores de serotonina em diferentes extensões, os únicos ADTs associados à síndrome de serotonina são a clomipramina e, em menor grau, a sua analógica de decloreto (imipramina)  que são os dois IRSs mais potentes das ADTs (e em relação a isso apresentam os maiores índices de inibição da recaptação da serotonina ao antagonismo dos receptores de serotonina).  Como tal, enquanto que outros ADTs podem ser combinados com inibidores da monoamina oxidase (com cautela, devido ao risco de crise hipertensiva da inibição do TNOR, às vezes feitas em depressivos resistentes ao tratamento ), a clomipramina não pode ser, devida ao risco de síndrome de serotonina e morte.  Ao contrário do caso de seu antagonismo do receptor de serotonina, a hipotensão ortostática é um efeito colateral comum da clomipramina, sugerindo que seu bloqueio do receptor a1-adrenérgico é forte o suficiente para superar os efeitos estimulantes no receptor α1-adrenérgico de sua inibição da rede.
Um estudo de tomografia por emissão de pósitrons descobriu que uma única dose baixa de 10 mg de clomipramina para voluntários saudáveis resultou em 81,1% de ocupação do TSER, o que era comparável à ocupação de 84,9% de TSER por 50 mg de fluvoxamina.  No estudo, doses únicas de 5 a 50 mg de clomipramina resultaram em ocupação TSER de 67,2 a 94,0%, enquanto doses únicas de 12,5 a 50 mg de fluvoxamina resultaram em ocupação TSER de 28,4 a 84,9%.  O tratamento crônico com doses mais elevadas foi capaz de atingir uma ocupação do TSER de até 100,0% com clomipramina e até 93,6% de ocupação TSER com fluvoxamina. Outros estudos encontraram 83% de ocupação do TSER com 20 mg / dia de paroxetina e 77% de ocupação de TSER com citalopram de 20 mg / dia. Estes resultados indicam que doses muito baixas de clomipramina são capazes de ocupar substancialmente o TSER e que a clomipramina atinge maior ocupação do TSER do que os ISRSs em doses comparáveis.  Além disso, a clomipramina pode conseguir uma ocupação mais completa do TSER em doses elevadas, pelo menos em relação à fluvoxamina.
Efeito farmacodinâmico: o cloridrato de clomipramina atua na síndrome depressiva como um todo, incluindo-se especialmente aspectos típicos, tais como retardamento psicomotor, humor deprimido e ansiedade. A resposta clínica inicia-se normalmente após 2-3 semanas de tratamento. O cloridrato de clomipramina também exerce um efeito específico no transtorno obsessivo-compulsivo, distinto de seu efeito antidepressivo. Em dor crônica, com ou sem causas somáticas, a clomipramina atua presumivelmente pela facilitação da neurotransmissão de serotonina e noradrenalina. Na ejaculação precoce, o cloridrato de clomipramina atua presumivelmente diminuindo os estímulos adrenégicos que causam a ejaculação e aumentando os fatores que provocam o controle inibitório da ejaculação, principalmente a serotonina.

## Dose
Adultos: Depressão: inicialmente 75 mg/dia, oral (dividido em 3 doses); Pode aumentar a dose gradualmente conforme necessário e tolerado até um intervalo de 100–250 mg/dia (dividido em 3 doses) Transtorno obsessivo-compulsivo, inicialmente 25 mg/dia; podendo aumentar, se necessário a dosagem até 100 mg/dia. MAX dose 250 mg/. Síndrome do pânico: 25–75 mg/dia .Delírio: inicialmente 25 mg/dia oralmente, podendo aumentar a dosagem para 100 mg/dia durante as primeiras 2semanas (MAX dose 250 mg/dia, dose média 140 mg/dia)-. Demora no mínimo 2 semanas para começar a fazer efeito e 3 meses o efeito máximo.
Pediatria: Eficácia e segurança não foram estabelecidas em crianças com menos de 10 anos.
Transtorno obsessivo compulsivo (em crianças): 10 anos ou mais. Inicialmente 25 mg/dia, podendo aumentar a dosagem para 3 mg/kg ou 100 mg/dia (o que for menor).

## Contra indicações
- Hipersensibilidade conhecida à clomipramina, ou a qualquer dos excipientes ou sensibilidade cruzada aos antidepressivo tricíclicos do grupo das dibenzazepinas
- Infarto do miocárdio recente
- Qualquer grau de bloqueio cardíaco ou outras arritmias cardíacas
- mania
- Doença hepática grave
- Glaucoma de ângulo estreito
- Retenção urinária
- Não deve ser administrado em combinação ou dentro de 3 semanas antes ou após o tratamento com um Inibidor da monoamina oxidase (no entanto, a clomipramina pode ser iniciada antes das 48 horas após a descontinuação da moclobemida).[22]

## Gravidez e amamentação
O uso da clomipramina durante a gravidez está associado a defeitos cardíacos congênitos no recém-nascido. Também está associada a efeitos reversíveis de abstinência no recém-nascido. A clomipramina também é distribuída no leite materno e, portanto, a amamentação ao tomar clomipramina não é recomendada.

## Efeitos colaterais
A clomipramina tem sido associada aos seguintes efeitos colaterais :
Muito frequentes (> 10% de frequência):
- Acomodação (olho)
- Visão embaçada
- Náusea
- Boca seca
- Prisão de ventre
- Fadiga
- Ganho de peso
- Aumento do apetite
- Tontura
- Tremor
- Dor de cabeça
- Mioclonia
- Sonolência
- Inquietação
- Disfunção sexual (disfunção erétil e perda de libido)
- Hiperidrose (transpiração profusa)

Frequentes (1-10% de frequência):
- Perda de peso
- Hipotensão postural
- Taquicardia sinusal
- Alterações de eletrocardiograma clinicamente irrelevantes (p. ex., alterações de ondas T e ST) em pacientes com estado cardíaco normal
- Palpitações
- Tinido
- Midríase (pupilas dilatadas)
- Vômito
- Doenças abdominais
- Diarreia
- Diminuição do apetite
- Transaminases aumentaram
- Aumenta a fosfatase alcalina
- Distúrbios da fala
- Parestesia
- Hipertonia muscular
- Disgeusia
- Perturbação da memória
- Fraqueza muscular
- Perturbação na atenção
- Estado confusional
- Desorientação
- Alucinações (particularmente em pacientes idosos e pacientes com a doença de Parkinson)
- Ansiedade
- Agitação
- Distúrbios do sono
- Mania
- Hipomania
- Agressão
- Despersonalização
- Insônia
- Pesadelos
- Agravação da depressão
- Delírio
- Galactorreia (lactação que não está associada à gravidez ou à amamentação)
- Bocejo
- Calor
- Dermatite alérgica (erupção cutânea, urticária)
- Reação de fotossensibilidade
- Prurido

Pouco frequentes (0,1-1% de frequência):
- Convulsões
- Ataxia
- Arritmias
- Pressão arterial elevada
- Ativação de sintomas psicóticos

Muito raro (<0,01% de frequência):
- Pancitopenia - uma quantidade anormalmente baixa de todos os diferentes tipos de células sanguíneas no sangue (incluindo plaquetas, glóbulos brancos e glóbulos vermelhos).
- Leucotomia - uma baixa contagem de glóbulos brancos.
- Agranulocitose - basicamente uma pior forma de leucopenia; uma contagem de glóbulos brancos perigosamente baixa que deixa uma aberta a infecções que ameaçam a vida devido ao papel dos glóbulos brancos na defesa do corpo contra invasores.
- Trombocitopenia - uma quantidade anormalmente baixa de plaquetas no sangue que são essenciais para a coagulação e, portanto, isso leva a uma maior tendência para hematoma e sangramento, inclusive, potencialmente, internamente.
- Eosinofilia - um número anormalmente elevado de eosinófilos - as células que combatem as infecções parasitárias - no sangue.
- Síndrome de secreção inadequada de hormônio antidiurético - uma reação potencialmente fatal a certos medicamentos que se deve a uma liberação excessiva de hormônio antidiurético - um hormônio que impede a produção de urina, aumentando a reabsorção de líquidos no rim - isso resulta no desenvolvimento de várias anormalidades eletrolíticas (por exemplo, hiponatremia [baixo teor de sódio no sangue], hipocalemia [baixo teor de potássio no sangue], hipocalcemia [baixo teor de cálcio no sangue]).
- Glaucoma
- Edema (local ou generalizado)
- Alopecia (perda de cabelo)
- Hiperpirexia (febre alta acima de 41,5 °C)
- Hepatite (inchaço no fígado) com ou sem icterícia - o amarelecimento dos olhos, a pele e as mucosas devido a insuficiência hepática.
- Reações anafiláticas e anafilactóides, incluindo hipotensão.
- EEG anormal
- Síndrome maligna neuroléptica (SNM) - um efeito colateral potencialmente fatal de agentes antidopaminérgicos como antipsicóticos, antidepressivos tricíclicos e antieméticos (medicamentos que aliviam náuseas e vômitos). A SNM se desenvolve ao longo de um período de dias ou semanas e é caracterizada pelos seguintes sintomas:
  - Tremor
  - Rigidez muscular
  - Mudança do estado mental (como confusão, delírio, mania, hipomania, agitação, coma, etc.)
  - Hipertermia (temperatura corporal elevada)
  - Taquicardia (alta frequência cardíaca)
  - Alterações da pressão sanguínea
  - Diaforese (sudação profusa)
  - Diarreia
- Alveolite alérgica (pneumonite), com ou sem eosinofilia
- Púrpura
- Transtorno de condução (por exemplo, alargamento do complexo QRS, intervalo QT prolongado, alterações PQ, bloqueio do ramo do feixe, torsade de pointes, particularmente em pacientes com hipocalemia)[23]

## Precauções
Nunca administrar a clomipramina antes de duas semanas após a interrupção de tratamento com inibidor da monoamina oxidase (há risco de sintomas graves, tais como crise hipertensiva, hiperpirexia, mioclonia, agitação, delírio e coma). Os antidepressivo tricíclicos podem potencializar o efeito dosanticoagulantes cumarínicos. Efeitos aditivos no sistema serotoninérgico quando com agentes antiarrítimicos do tipo quinidina. A cimetidina, ometilfenidato, os estrógenos, a fluoxetina e a fluvoxamina podem aumentar a concentração plasmática dos antidepressivos tricíclicos. A comedicação com neurolépiticos também resulta no aumento da concentração plasmática. Os indutores de enzimas hepáticas podem acelerar o metabolismo e diminuir a concentração plasmática da clomipramina. A clomipramina pode potencializar os efeitos cardiovasculares da adrenalina, noradrenalina, isoprenalina, efedrina e fenilefrina. A clomipramina potencializa também os efeitos dos depressores do sistema nervoso central, como, por exemplo o álcool. Pode diminuir ou anular o efeito anti-hipertensivo da guanetidina, betanidina, reserpina, clonidina e alfametildopa.

## Superdose
A sobredosagem de clomipramina geralmente apresenta os seguintes sintomas:   
- Sinais da depressão do sistema nervoso central, tais como:
  - estupor
  - coma
  - sonolência
  - inquietação
  - ataxia
- Midríase
- Convulsões
- Reflexos avançados
- Rigidez muscular
- Movimentos anormais
- Síndrome de serotonina - uma condição com muitos dos mesmos sintomas que a síndrome neuroléptica maligna, mas tem um início significativamente mais rápido
- Efeitos cardiovasculares incluindo:
  - Arritmias (incluindo torsades de pointes)
  - taquicardia
  - Prolongamento do intervalo QTc
  - distúrbios de condução
  - hipotensão
  - choque
  - insuficiência cardíaca
  - parada cardíaca
- Apneia
- Cianose
- Depressão respiratória
- Vômito
- Febre
- Sudorese
- Oligúria
- Anúria

Não existe um antídoto específico para a sobredosagem e todo o tratamento é puramente favorável e sintomático. O tratamento com carvão ativado pode ser usado para limitar a absorção em casos de superdose oral. Qualquer pessoa suspeita de sobredosagem com clomipramina deve ser hospitalizada e mantida sob vigilância por pelo menos 72 horas. A clomipramina foi relatada como sendo menos tóxica em superdose do que a maioria dos outros ADTs em uma meta-análise, mas isso pode muito bem ser devido às circunstâncias que envolvem a maioria das sobredoses, pois a clomipramina é mais frequentemente usada para tratar condições para as quais a taxa de suicídio não é particularmente alta, como o transtorno obsessivo-compulsivo. Em outra meta-análise, no entanto, a clomipramina foi associada a um grau significativo de toxicidade na sobredosagem.

## História
A clomipramina foi desenvolvida pela Geigy. Foi referenciada pela primeira vez na literatura em 1961 e foi patenteada em 1963. O medicamento foi aprovado pela primeira vez para uso médico na Europa no tratamento da depressão em 1970 e foi o último dos principais antidepressivo tricíclicos a serem comercializados. A clomipramina foi inicialmente considerada um medicamento muito similar a outros antidepressivos tricíclicos pelo FDA, e em relação a isso, foi recusado o licenciamento para o tratamento da depressão nos Estados Unidos. Como tal, até hoje, a clomipramina continua sendo o único antidepressivo tricíclico disponível nos Estados Unidos que não está aprovado para o tratamento da depressão, apesar do fato de ser um antidepressivo eficaz. A lomipramina acabou por ser aprovada nos Estados Unidos para o tratamento do transtorno obsessivo-compulsivo em 1989 e ficou disponível em 1990. Foi o primeiro medicamento a ser investigado para o tratamento do TOC e também o primeiro que demonstrou ser eficaz no tratamento desse transtorno. Os primeiros relatórios de benefícios no TOC saíram em 1967 e o primeiro ensaio clínico duplo-cego e controlado com placebo de clomipramina para o TOC foi realizado em 1976, com estudos clínicos mais rigorosos que solidificaram sua eficácia tendo sido realizados na década de 1980. Permaneceu o "padrão-ouro" para o tratamento do TOC por muitos anos até *a introdução dos inibidores seletivos de recaptação de serotonina, que desde então a substituíram, em grande parte devido a uma maior tolerabilidade e segurança (embora não notadamente a eficácia).
A clomipramina é o único antidepressivo tricíclico que mostrou ser altamente eficaz no tratamento do TOC e que é aprovado pelo FDA para o tratamento do TOC. Os outros antidepressivos tricíclicos falharam nos ensaios clínicos para esta indicação, provavelmente devido à insuficiente atividade serotoninérgica.